# Chilei araukária
A chilei araukária vagy pikkelyfenyő (Araucaria araucana) a tűlevelűek (Pinopsida) osztályának fenyőalakúak (Pinales) rendjébe sorolt araukáriafélék (Araucariaceae) családjának névadó faja.

## Származása, elterjedése
A chilei araukária a Tűzföldtől Brazília déli részéig honos. Chilében a piñares erdők rablógazdálkodásával csaknem kiirtották; utolsó nagyobb, természetes állományai az argentin–chilei határvidéken maradtak fenn (Urania).
Európába az első példányokat a skót növénygyűjtő Archibald Menzies hozta 1792-ben. Az elterjedt és valószínűleg igaz anekdota szerint az ismeretlen növény magvait Valparaisóban egy banketten, desszertként tálalták fel neki. Menzies öt magot a zsebébe csúsztatott, és hazafelé a hajóúton kicsíráztatta őket. A csemetékből igazi szenzáció lett, és azóta rendszeresen, de kényes természete miatt nem túl gyakran ültetik dísznövénynek. A két legszebb magyarországi példány Nemesbükön nő Sabján László fenyőgyűjteményében.

## Megjelenése, felépítése
Fiatal korábban még tipikus fenyőfa alakú, később azonban koronája kiszélesedik, és ernyő alakú vagy csaknem lapos tetejű lesz. Német nevét „kígyófenyő”, hosszú, görbe, csak kevéssé elágazó ágairól kapta. Törzse általában egyenes, csak ritkán elágazó. Bár ágai örvökben nőnek, ezek nem pontosan jelzik a növény korát: egy-egy örv hozzávetőleg másfél év alatt fejlődik ki; növekedésük télen a fejlődés bármely stádiumában leállhat és csak az időjárás kedvezőre fordultával folytatódik. Körülbelül 4 centiméter hosszú és 2 centiméter széles, bőrszerű, merev, hegyes hegyes tűlevelei sok évig megmaradnak. Tobozai körülbelül 15 centiméter hosszúak.

## Életmódja, termőhelye
Kétlaki örökzöld. A nőivarú példányok lényegesen nagyobbak — a porzós pikkelyfenyők csak mintegy 20 méteresre nőnek meg, a termősek azonban akár a 60–70 méteres magasságot is elérhetik (Čeman).
Eredeti élőhelyén a piñares nevű erdőségek karakterfaja. Mivel Dél-Amerika rideg éghajlatú déli csücskéből származik, Nyugat-Európa enyhe telű tájain is védelem nélkül viszonylag sokáig elél; némelyik termőre is fordul. Közép-Európában csak a fagyszelektált példányok képesek áttelelni, és azok is csak a különösen védett helyeken.
A vizet tökéletesen vezető, tápelem gazdag, savanyú talajra van szüksége. A kivágott fa tönkjéről újrasarjad. Az ilyen sarjak törzse gyakran görbe, leveleik az eredetinél kisebbek.
Tobozai két év alatt érnek be.
Magyarországon a Rágyánszky Arborétumban Orosházán és a Fővárosi Állatkertben található egy-egy példánya.

## Felhasználása
Sárgásfehér fájának gesztje és szíjácsa nem különül el, hanem finom, egyenletes szerkezetű. Törzse egyenes, oszlopszerű, szokatlanul hosszú. Faipari jelentőségét növeli, hogy életének második évszázadában ledobja alsó ágait, amitől törzse teljesen ágtiszta lesz. A legjobb minőségű a 300–700 éves fák törzse. Az ilyen erdőkben a fák átlagos magassága 35 méter, törzsük átlagos átmérője közel 1,8 méter, becsült fakészlete 600 m³/ha (Urania).
Termése ehető; a pinoninak nevezett mag egykor az araukán indiánok egyik fő tápláléka volt (Čeman). A magok pörkölve a legfinomabbak.

## Képek

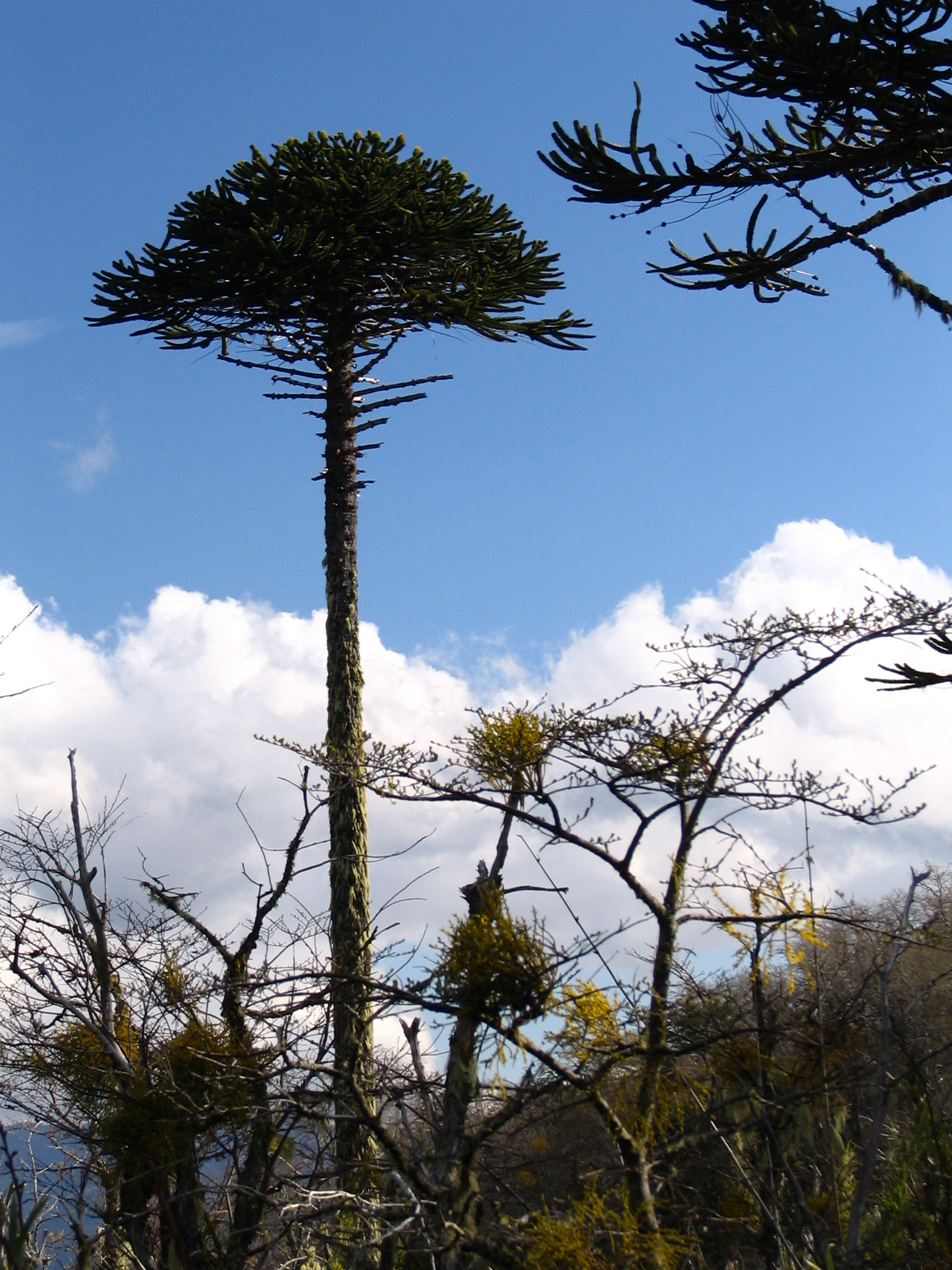
Felnőtt példányok
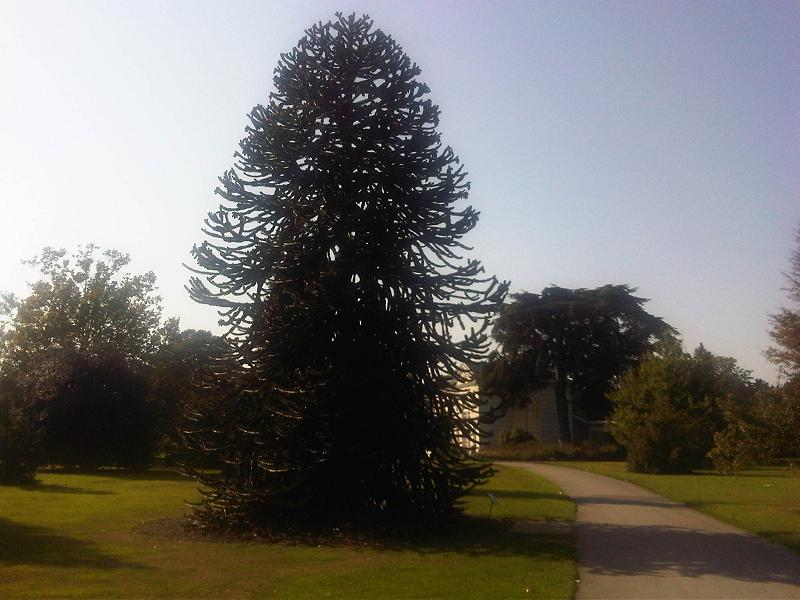
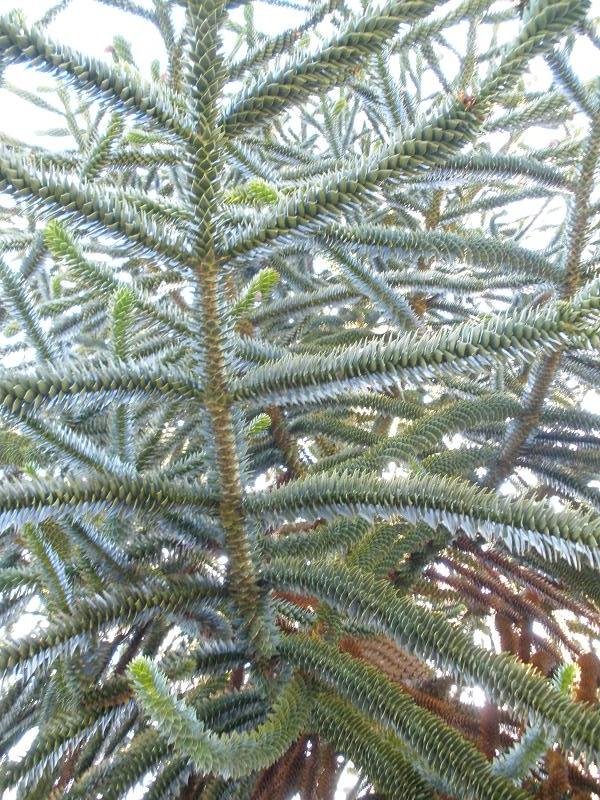
Fiatal példány
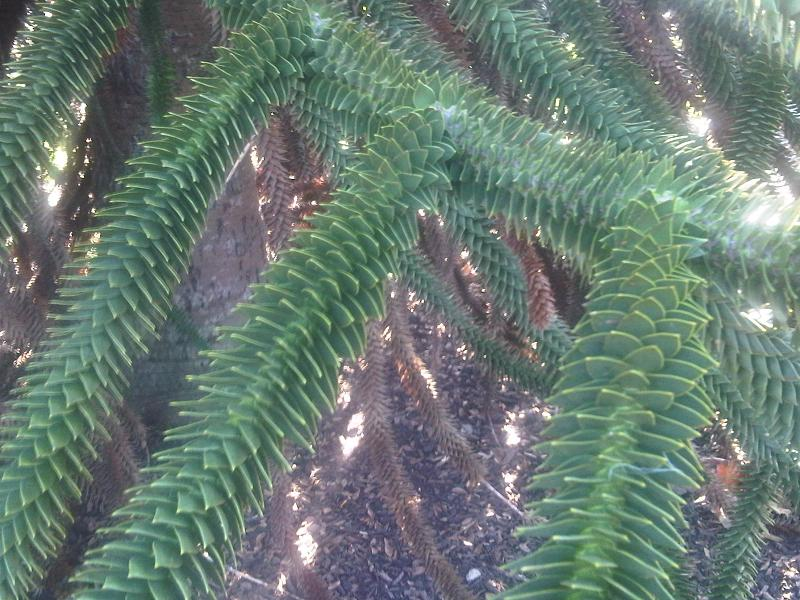
Az ágainak
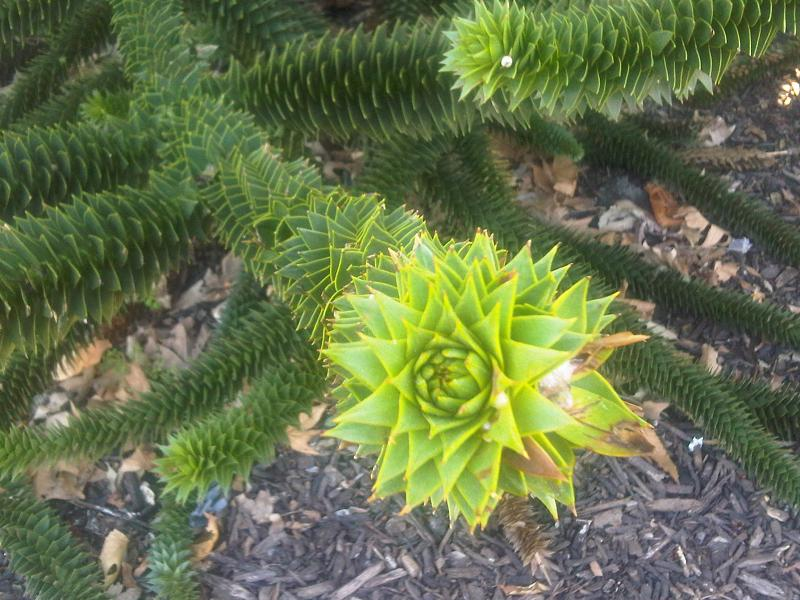
friss hajtása,
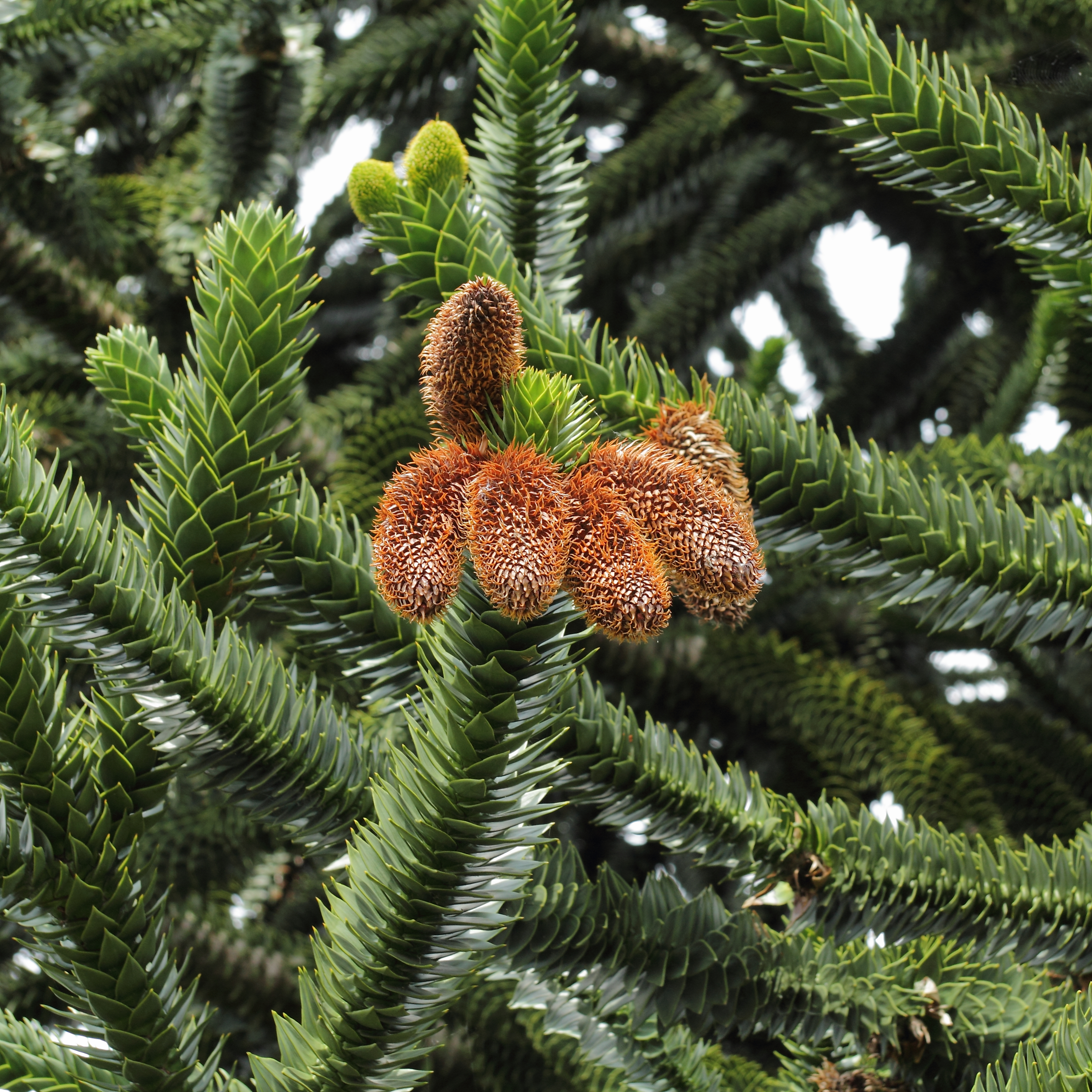
tobozai és
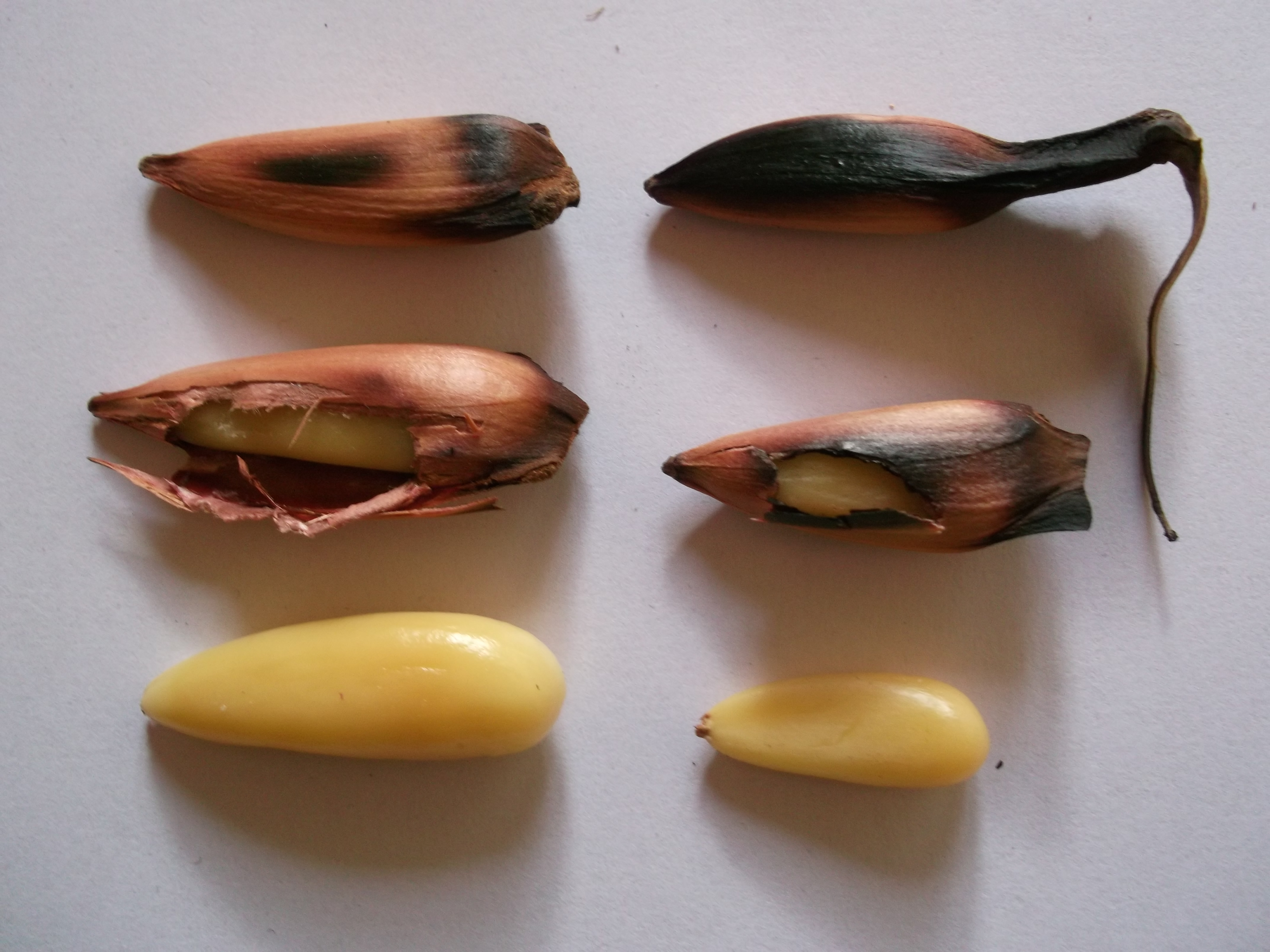
termései, magvai
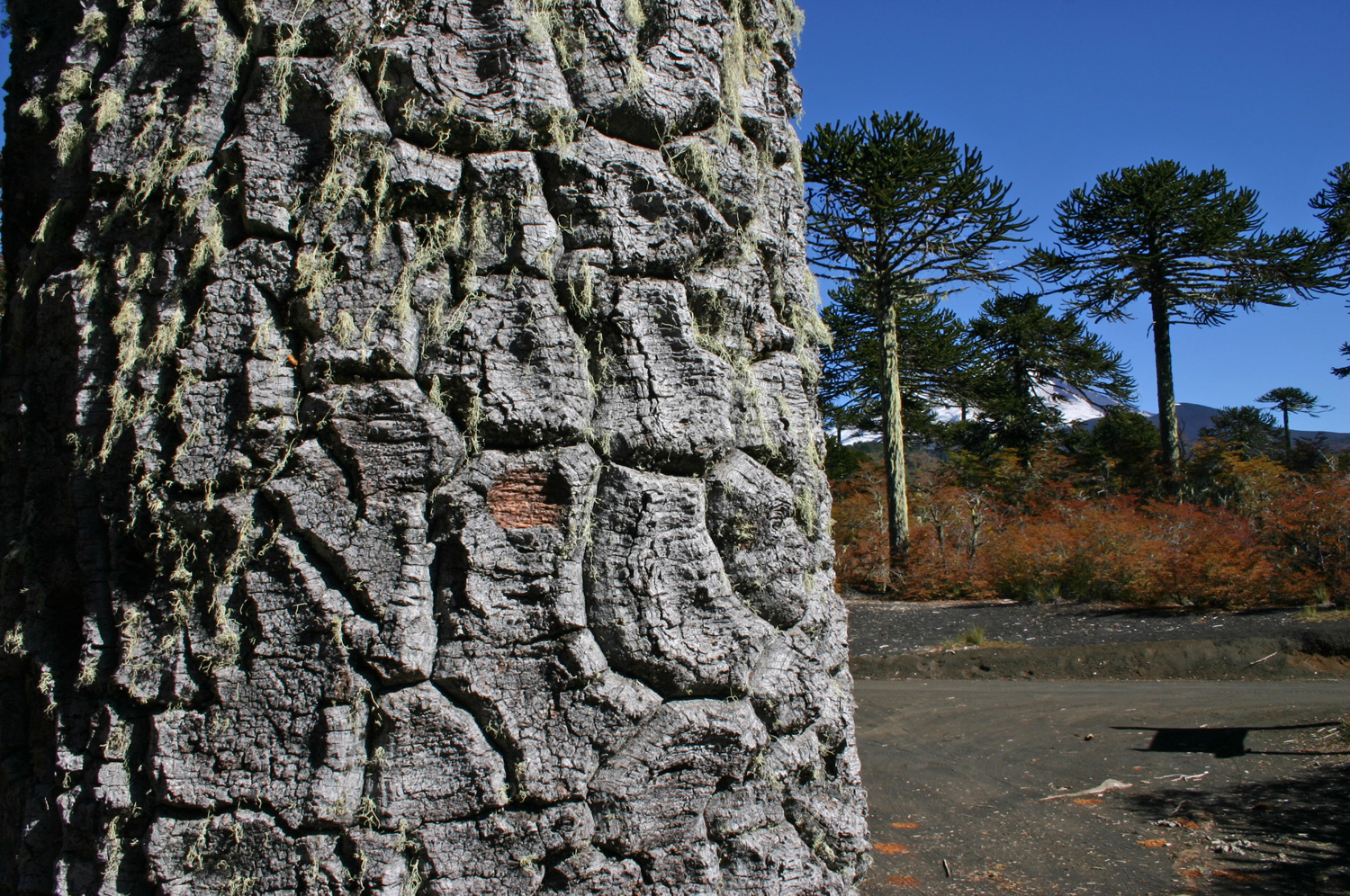
A kérge